# Абдель Халік Сарват-паша
Абдель Халік Сарват-паша (араб. عبد الخالق ثروت باشا; 1873–1928) — єгипетський політичний діяч, двічі прем'єр-міністр Єгипту.